# Baháalláh
Baháalláh, bahái írásmóddal Bahá’u’lláh (arabul: بهاء Isten dicsősége, születési nevén Mirzá Hoszejn-Ali Núri, bahái írásmóddal Mírzá Ḥusayn-`Alí Núrí, Perzsia, Teherán, 1817. november 12. – Oszmán Birodalom, Akko, 1892. május 29.) a bahái hit alapítója. Üzenetének lényege, hogy az egész emberiség egyetlen faj, és eljött az idő, hogy egyetlen világméretű társadalommá egyesüljön.
Új értelmezést ad a vallásnak: szerinte csak egy Isten és csak egy vallás van, melynek küldöttei korról korra tanítják az egész emberiséget. Követői a mai korra küldött isteni hírnöknek tartják, aki egyben a kereszténységben, az iszlámban és más vallásokban megjövendölt Megígért. Ezen állítása miatt 40 éves száműzetésben és bebörtönzésben részesült a perzsa és az ottomán vallási és világi vezetők által. Száműzetésének utolsó helyszínén, a szentföldi Akkóban hunyt el.
Tanításait számos könyvben írta le; legfontosabbak A legszentebb könyv, A bizonyosság könyve és a Rejtett Szavak.

## Élete
Baháalláh a perzsiai Teheránban született 1817. november 12-én, nemesi családban. Családfáját III. Jazdagird szászánida királyig, valamint Ábrahámig tudta levezetni. Édesapja, Mírzá Buzurg a sah udvarában volt miniszter. Gyermekkorában a többi fiatal nemeshez hasonlóan elsajátította az iszlám fő tanításait, Perzsia irodalmát és költészetét, valamint a kalligráfiát. A kor szokásaihoz híven korán nősült; felesége nagyon gazdag családból származott. Mindketten a szegények szükségleteit és a szenvedések enyhítését tartották az egyik legfontosabb feladatuknak, így a kor emberei a „a szegények anyja és apja” névvel illették őket. Apja halála után felajánlották neki a miniszteri posztot, de ő visszautasította.
Baháalláh megörökölve a családi vagyont, rögtön felajánlotta az összes rabszolgájának felszabadításukat, az alábbi írással: „Hogyan követelheti egy szolga más ember tulajdonlását?”. A perzsiai korai rabszolga-felszabadítás 1839-ben megelőzte a rabszolgaság hivatalos eltörlését az Egyesült Államokban (1865) és Iránban (1929).
1844-ben a Báb bejelentette küldetését, miszerint ő az iszlámban megjövendölt Megígért, akinek célja felkészíteni az embereket, hogy felismerjék egy nálánál is nagyobb tanító küszöbön álló eljövetelét, aki elhozza az emberiség egységét és békéjét. Három hónappal ezután a Báb elküldte egy tanítványát, Mollá Hoszeint Baháalláhhoz a Báb által írt tekerccsel, melynek elolvasása után, huszonhét évesen Báb követőjévé vált, és elkezdte hirdetni a Báb tanait. Bár Bábbal sohasem találkozott személyesen, számos levelet írtak egymásnak.
A Báb mozgalmának gyors terjedése felkeltette a papság és a kormány ellenszenvét. Baháalláhot is többször megverték és elfogták. A feljegyzések szerint, amikor egyszer Teheránban letartóztatták, a tömeg kövekkel kezdte dobálni a börtönbe vezető úton, és egy öregasszony nem bírta utolérni a menetelőket, így szólt letartóztatóihoz: „Ne engedjétek – mondta –, hogy ez az öregasszony kiábránduljon. Ne tagadjátok meg tőle azt, ami számára Isten előtti dicséretes cselekedet”
Nemesi származása miatt Baháalláhnak 1852-ig nem esett nagyobb bántódása, de ekkor a Báb kivégzésébe beleőrült két tanítvány merényletet kísérelt meg a sah ellen, ami az üldözés nagyobb hullámát indította meg. Baháalláhot is bebörtönözték. A börtön, amelybe más bábikkal együtt bezárták, eredetileg a város egyik nyilvános fürdőjének vízgyűjtő ciszternája, Szijáh Csál néven ismeretes, „Fekete verem” volt. Itt Baháalláhot kalodába tették és láncra verték. A börtön szörnyű körülményei között rabtársainak a következő imát tanította kántálni: „Isten elégséges nekem, Ő a Mindeneket Megelégítő!”, és egy másik sor így válaszolt: „Benne bízzon a bízó, Őbenne bízzon.”

### Az Isteni Kinyilatkoztatás
Baháalláh a börtönben élte meg az első isteni kinyilatkoztatást: „Egy éjszaka álmomban ezen magasztos szavak hallatszottak mindenfelől: »Bizony, győzedelmessé teszünk Téged saját Magad és Tollad által. Ne siránkozz amiatt, mi Reád méretett, és ne félj, mert biztonságban vagy. Isten hamarosan Néked adja a föld kincseit – azon személyeket, kik segédkezni fognak Néked, önnön Magadon és Neveden keresztül, mely által Isten megélesztette azok szívét, kik felismerték Őt.«”
Baháalláh négy hónap fogság után szabadult a börtönből, még mindig tárgyalás és perfelvétel nélkül. Teljes vagyonát elkobozván, azonnali hatállyal száműzték szülőföldjéről. Az orosz nagykövet védelmet ajánlott számára Oroszországban, de Baháalláh ehelyett az iraki Bagdadot választotta száműzetése helyéül.

### Iraki száműzetés
Baháalláh 1853. április 8-án érkezett meg Bagdadba. Testvére, Mirzá Jahjá – aki szerette volna maga irányítani a Báb tanítványait – szakadást idézett elő a száműzöttek között. Baháalláh nem akart a széthúzás okozójává válni, így a kurdisztáni hegyekbe vonult, hogy remeteként éljen. Mikor családja tudomást szerzett Baháalláh tartózkodási helyéről, követet küldtek hozzá, könyörögve, hogy térjen haza, amit ő meg is tett, és 1856. március 19-én visszatért Bagdadba. A kurd misztikusok és vallási vezetők, akik ismerték Baháalláhot hegyekben töltött éveiből, utána zarándokoltak Bagdadba. A következő években számos követő csatlakozott hozzá; volt köztük zsidó, keresztény és muszlim egyaránt.
A Bagdadban töltött évek alatt számos művet írt. A bizonyosság könyve című teológiai művet két nap és két éjszaka alatt írta. Ugyancsak ezekben az években írta a Rejtett szavak és A hét völgy misztikus alkotást, melyet a szúfik kérdéseire nyilatkoztatott ki.
A perzsa konzul rémületére, aki azt hitte, hogy a Báb tanításai elfelejtődnek, a száműzöttek közössége fokozatosan a tartományi főváros tiszteletnek örvendő és befolyásos csoportjává lett. Mivel a síita iszlám számos szent helye Bagdad közelében található, a Perzsiából érkező zarándokok kedvező körülmények között találkozhattak a közösség vezetőjével, Baháalláhhal. Így a bagdadi perzsa konzul az oszmán kormányhoz fordult, hogy távolítsa el őt a városból. A szultán elrendelte Baháalláh átköltöztetését Konstantinápolyba. Mikor a bagdadi emberek tudomására jutott Baháalláh száműzetése, százával lepték el a város utcáit, tiltakozva a szultán döntése ellen. Mielőtt elhagyta volna Bagdadot, a városon kívül a Ridván kertben 1863. április 21-től május 2-ig tizenkét napot töltött, melynek során a tartomány kormányzója és számos előkelő vett búcsút tőle. Követői egy csoportjának kijelentette, hogy ő az, akit Báb megjövendölt: „Akit Isten ki fog nyilvánítani”. Később ez a tizenkét napos időszak Ridván (ejtsd: rezván) ünnep névén vált ismeretessé, amelyről minden évben megemlékeznek a baháik.

### Törökországi száműzetés

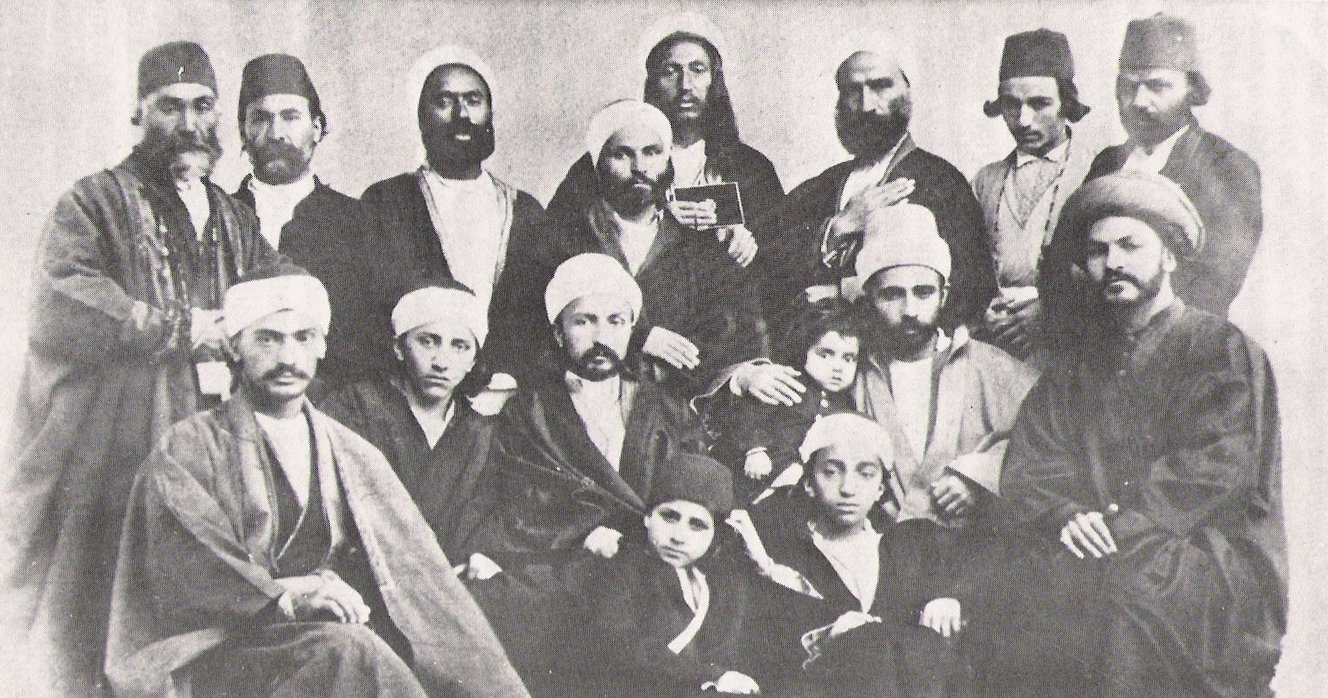
Baháalláh követői a drinápolyi tartózkodás alatt. Fia, Abdolbahá az első sorban a harmadik balról

Konstantinápolyban a perzsa nagykövet ármánykodása következtében alig négy hónap eltelte után Baháalláhot azzal vádolták, hogy nem tiszteli a törvényeket, és az Oszmán Birodalom felbomlasztására törekszik. Mindezért a szultán parancsára Baháalláhot és családját Drinápolyba (Edirne) száműzték. Az út egy zord tél közepén 1863. december 1-től december 12-ig tartott.
Ötéves drinápolyi tartózkodása során Baháalláh formálisan is bejelentette küldetését: számos levelet írt a világ uralkodóinak, felkérve őket küldetésének elfogadására, hadseregük csökkentésére és a világbéke előmozdítására. Levelet írt többek közt III. Napóleon francia császárnak, I. Vilmos porosz királynak, Ferenc Józsefnek és IX. Piusz pápának is. Drinápolyi korszaka alatt vált ismertté és elfogadottá az Alláh'u'abhá (Isten a legdicsőbb) köszönési forma, és ettől kezdve hívták Baháalláh követőit bahái hitűeknek.
Öccse, Mirzá Jahjá féltékenységből megpróbálta megmérgezni Baháalláhot. Öccse és a perzsa konzul hamis jelentéseket küldtek Konstantinápolyba, miszerint Baháalláh összeesküvést sző az Oszmán Birodalom ellen. Az edirnei kormányzó és a városi hatóságok számos alkalommal megvédték a fogoly ártatlanságát, de az oszmán hatóságok végül döntöttek a további száműzetésről.

### Száműzetésben a Szentföldön

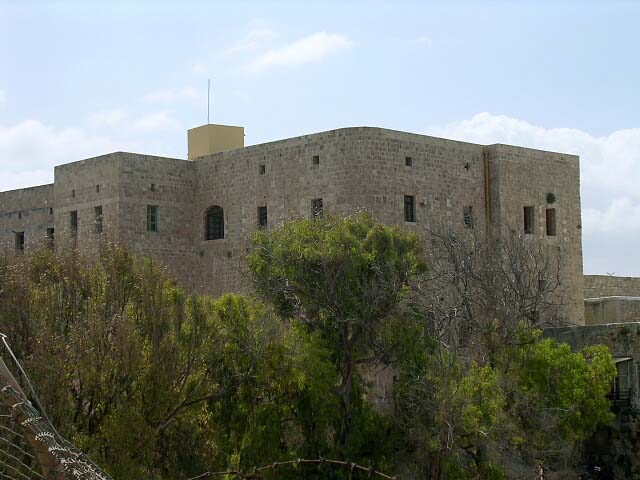
A börtön Akkóban, ahol Baháalláh kilenc évig élt

Drinápolyból Gallipoliba szállították Baháalláhot és követőit, ahol tudatták velük, hogy – Mirzá Jahjá és három társa kivételével, akiket Ciprusra száműztek – az akkói börtönbe kerülnek. A börtönig hajóval tették meg az utat.
Baháalláh és hívei 1868. augusztus 31-én értek Akkóba, ahol kövekkel dobálózó, ellenséges tömeg fogadta őket. A város mecsetének lépcsőjéről felolvasták az életfogytiglani száműzetés elrendelését. Ez az parancs, amely a szultántól származott, szigorú elzárásra ítélte Baháalláhot és híveit. A vezetőt egy földes börtöncellába vetették, elkülönítve híveitől, akiket egy közeli cellában zsúfoltak össze.
A börtönparancsnok és a városi hatóságok, meggyőződvén Baháalláh ártatlanságáról és küldetésének magasztosságáról, fokozatosan lazítottak a foglyok életkörülményein. Kilenc év után – a szultán parancsa ellenére – kiengedték a börtön falai közül. Fia, Abdolbahá házat bérelt a városon kívül atyjának, majd két év után kibérelte a tágas Bahjí udvarházat Akkóban. Itt töltötte hátralevő életének tizenhárom évét, melyeket az írásnak és látogatók fogadásának szentelt. Baháalláh 1892. május 29-én halt meg, Akkóban.

## Tanításai

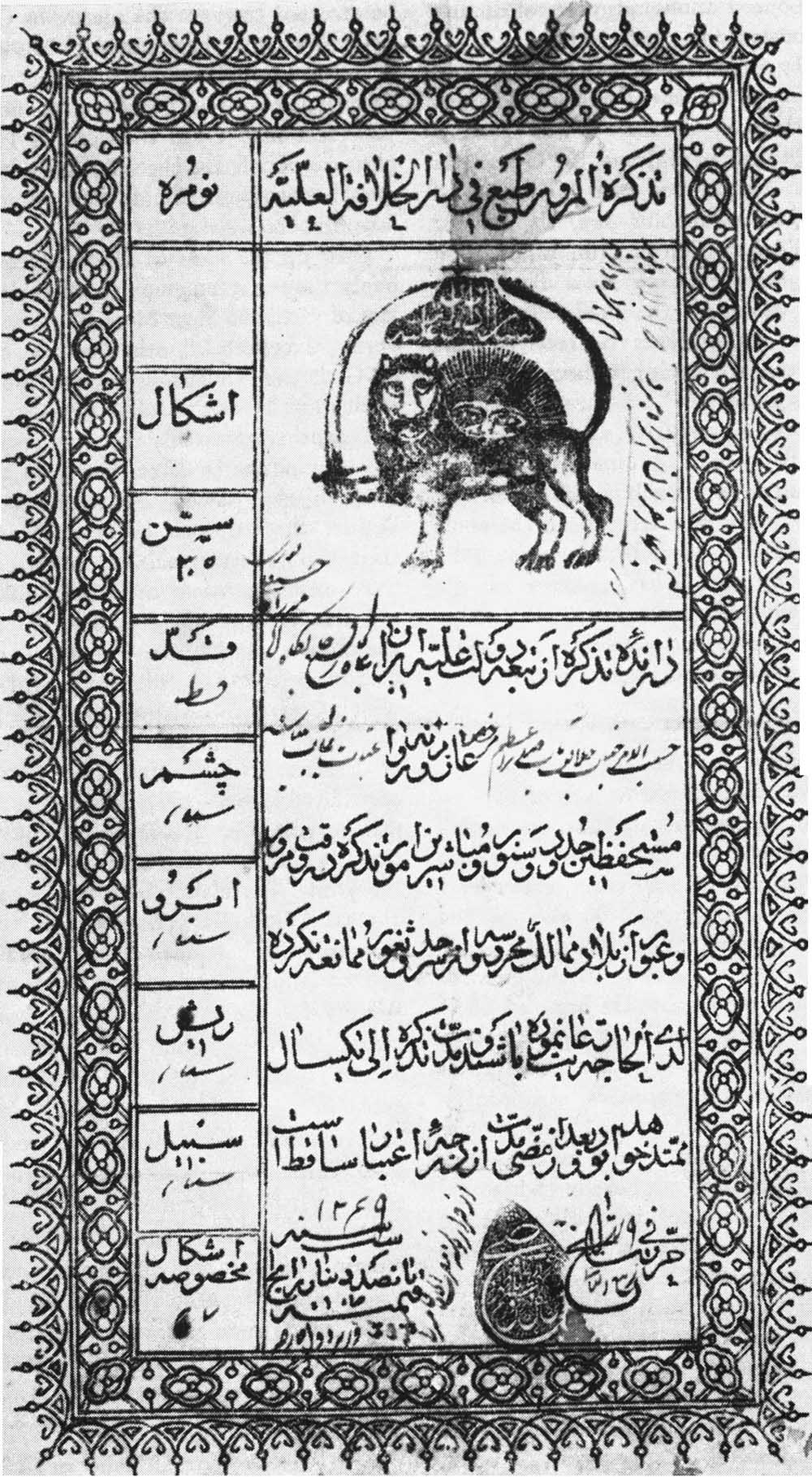
Baháalláh útlevele 1853-ból. A szöveg angol fordítása itt található

Baháalláh alapelvei képezik a bahái hit tanításait, melyekből a legfontosabb az emberiség és a vallások egysége.
Követői szerint Baháalláh Isten azon küldötte, kinek eljövetelét minden nagy vallás megjövendölte: a keresztény vallásban megjövendölt „Atya dicsőségében visszatért Fiú”, a zsidó vallás szerinti „Seregek Ura”, a muzulmánok számára „az Ítélet Napja, Isten Napja” (a síita iszlámnak Husszein imám visszatérése; a szunnita iszlámnak „Isten Lelke” Jézus Krisztus alászállása), a zoroasztriánusoknak „a Világmegváltó Bahrám sah”, a buddhistáknak az ötödik Buddha (az egyetemes emberiség Buddhája, a Maitreya Buddha), a hinduknak pedig „Krisna szeplőtelen manifesztációja”.

## Utóhatása
Baháalláh átvette a Báb híveinek vezetését 1856-tól, Bagdadban. 1863-ban formálisan is bejelentette követőinek, hogy ő a Báb által bejelentett, mai korra szóló isteni Küldött. Így a bábi vallás, melynek összes vezetőjét Perzsiában 1852-re megölték, nem semmisült meg, hanem új lendületet kapott Baháalláh levelei és híveinek hozzá való látogatásai által.
Élete utolsó éveiben Baháalláh néhány hívőjét arra bátorította, hogy telepedjen le és találjon munkát más országokban, így Egyiptomban, a Kaukázusban, Türkmenisztánban és Indiában. A Báb követői főként síita muszlimok közül kerültek ki, de Baháalláh élete végén zsidók, zoroasztriánusok és keresztények is csatlakoztak. Baháalláh elhunytakor, 1892-ben 15 országban voltak hívei.
Baháalláh írásos végrendeletében jelölte ki utódját. A hívők túlnyomó többsége elfogadta a végrendeletet és követte az abban kinevezett Abdolbahát, aki magyarázhatta, de nem módosíthatta Baháalláh írásait. Így a bahái hit – néhány jelentéktelen csoportot kivéve – nem szakadt felekezetekre.

## Baháalláh fényképe

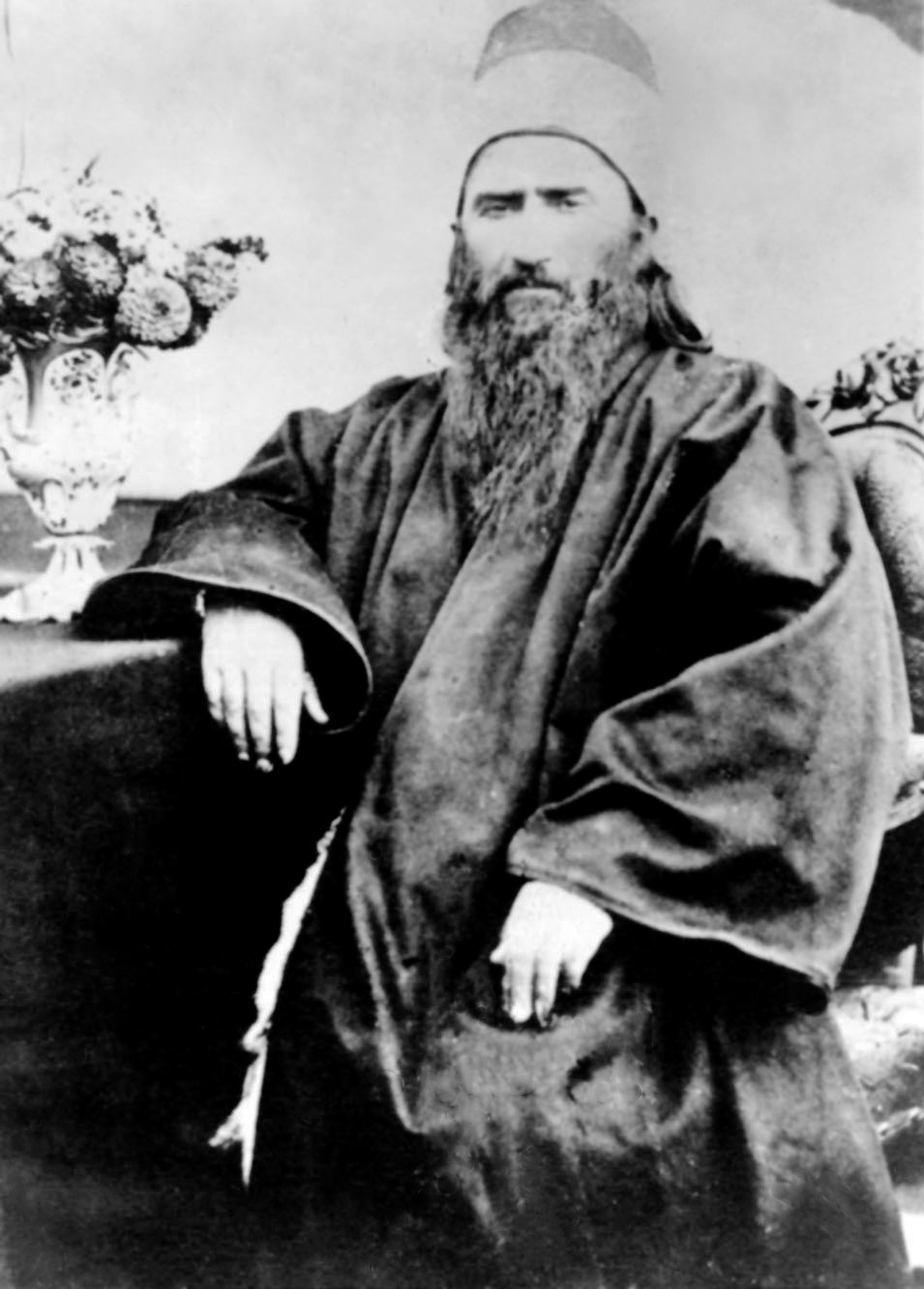
Baháalláh

Baháalláhról két fotó létezik, ez a fénykép Drinápolyban (a mai Edirnében) útlevél céljából készült. Az isteni hírnökök iránti mély tisztelet kifejezéseként a bahái hívők nem tartják illendőnek Jézus, Mohamed, Baháalláh és mások képeinek nyilvános helyre történő kitevését, beleértve a saját lakásukat és az internetet is. A hívők a 9 napos zarándoklat során a haifai Bahái Világközpont archívumában láthatják a Baháalláh arcképét. A bahái intézmények a sajtótól azt kérték, hogy ne publikálják Baháalláh fényképét. Helyette sírszentélyeik fényképét használják a vallásalapítóra való méltó utalásként.
Baháalláhról az alábbi leírást adta Edward Granville Browne angol orientalista:
A sarokban, ahol a kerevet a falhoz ért, egy méltóságteljes, tiszteletreméltó Személy ült … A megpillantott arcot soha nem fogom elfelejteni, habár leírni nem tudom. Úgy látszott, hogy átható tekintetű szeme a lélek mélyéig hatol; szemöldökein hatalom és fenség honolt … Felesleges volt, hogy megkérdezzem, Ki előtt állok, midőn meghajoltam Előtte, Aki a középpontja egy olyan szeretetnek és odaadásnak, amelyet királyok hiába irigyelnek, és amelyért császárok hiába epekednek!

## Művei
Baháalláh több mint húszezer önálló művet írt: imákat, könyveket, leveleket hívőkhöz és kora uralkodóihoz. Ezeknek csak a töredéke van angolra lefordítva, melyből a magyar fordítás is készült.
Baháalláh gyakran igen gyorsan írta le vagy – megmérgezése utáni kézremegése miatt – kántálta titkárának az Istentől kapott szövegeket. Néhány ember úgy lett követője, hogy szemtanúja volt a csak gyorsírással leírható szövegek kinyilatkoztatásának.
- Bahá’u’lláh. A Hét Völgy és a Négy Völgy. Budapest: Magyarországi Bahá’í Közösség Országos Szellemi Tanácsa (1998). ISBN 963-03-6188-4
- Bahá’u’lláh. A Kitáb-i-Aqdas – A Legszentebb Könyv. Budapest: Magyarországi Bahá’í Közösség Országos Szellemi Tanácsa (2001). ISBN 963 00 7269 6
- Bahá’u’lláh. Rejtett szavak – The Hidden Words of Bahá’u’lláh. Budapest: Magyarországi Bahá’í Közösség Országos Szellemi Tanácsa (2011). ISBN 978-963-87806-3-8 (kétnyelvű könyv)
- Bahá’u’lláh. A Kitáb-i-Íqán – A bizonyosság könyve. Budapest: Magyarországi Bahá’í Közösség Országos Szellemi Tanácsa (2012). ISBN 978-963-87806-4-5
- Bahá’u’lláh. Bahá’u’lláh táblái, melyeket a Kitáb-i-Aqdas után nyilatkoztatott ki. Budapest: Magyarországi Bahá’í Közösség Országos Szellemi Tanácsa (2013). ISBN 978-963-87806-6-9
- Bahá’u’lláh. Gyöngyszemek Bahá’u’lláh írásaiból. Budapest: Magyarországi Bahá’í Közösség Országos Szellemi Tanácsa (2014). ISBN 978-963-87806-7-6

Részletek műveiből a következő könyvekben találhatók:
- Bahá’í imák. Budapest: Magyarországi Bahá’í Közösség (2007). ISBN 963-06-0228-8
- Ima, meditáció és áhítat. Budapest: Magyarországi Bahá’í Közösség Országos Szellemi Tanácsa (1992). ISBN 963-85033-7-8
- Az isteni segítség hatalma. Budapest: Az Ausztriai Bahá’iok Országos Szellemi Tanácsa (1991). ISBN 963 00 7269 6

## Magyarul
- Az Isteni segítség hatalma. Részletek Bahá’u’lláh írásaiból, a Báb írásaiból és kijelentéseiből, ʻAbdu’l-Bahá írásaiból és kijelentéseiből, Shoghi Effendi írásaiból és az ő nevében írt levelekből; összeáll. Igazság Egyetemes Házának Kutató Osztálya; Ausztriai Bahá’iok Országos Szellemi Tanácsa, s.l., 1991
- Rejtett szavak. Imák; ford. Jenny Weisz; Mediant, Bp., 1991
- Ima, meditáció és áhítat. Részletek Bahá’u’lláh és a Báb írásaiból, ʻAbdu’l-Bahá írásaiból és kijelentéseiből, Shoghi Effendi egy leveléből és nevében írt levelekből; összeáll. Igazság Egyetemes Háza, ford. Horváth Gizella; Magyarországi Bahá’i Közösség, Bp., 1992
- Szemelvények Bahá’u’lláh írásaiból; ford. Kristóf Róbert; Magyarországi Bahá’i Közösség, Bp., 1992
- A Hét Völgy és a Négy Völgy; ford. Koczóh Péter, Endrei László, Szabó Piroska; Magyarországi Bahá’i Közösség, Bp., 1998
- Kitáb-i-íqán. A bizonyosság könyve; ford. Koczóh Péter; Magyarországi Bahá’i Közösség Országos Szellemi Tanácsa, Bp., 2012
- Bahá’u’lláh táblái melyeket a Kitáb-i-Aqdas után nyilatkoztatott ki; ford. Kristóf Róbert, Koczóh Péter; Magyarországi Bahá’i Közösség Országos Szellemi Tanácsa, Bp., 2013
- Gyöngyszemek. Bahá’u’lláh írásaiból; ford. Kristóf Róbert, Koczóh Péter; Magyarországi Bahá’i Közösség Országos Szellemi Tanácsa, Bp., 2014